# Kaunissaari (ö i Mellersta Finland, Saarijärvi-Viitasaari, lat 63,12, long 25,69)
Kaunissaari är en ö i Finland. Den ligger i sjön Ylä-Keitele och i kommunen Viitasaari i den ekonomiska regionen  Saarijärvi-Viitasaari och landskapet Mellersta Finland, i den centrala delen av landet, 300 km norr om huvudstaden Helsingfors. Öns area är 3,4 hektar och dess största längd är 290 meter i sydöst-nordvästlig riktning.